# Lagoa Santa (Goiás)
Lagoa Santa est une municipalité brésilienne de l'État de Goiás et la microrégion de Quirinópolis.